# C. F. Rothe & Neffe
C. F. Rothe & Neffe war ein Juwelierunternehmen in Wien und ehemaliger k.u.k. Hoflieferant. Es war einer der bedeutendsten Ordensjuweliere im Wien des 19. und 20. Jahrhunderts. Die Adresse war Kohlmarkt 7 im 1. Bezirk Innere Stadt.

## Geschichte

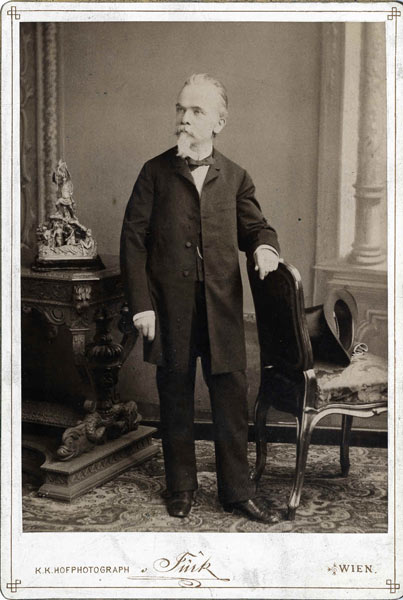
Fotografie von Christian Friedrich Rothe an einen Stuhl gelehnt, im Hintergrund auf einem Tisch die Figurengruppe Nibelungenhort von Fernkorn

Christian Friedrich Rothe kam ursprünglich aus Altenburg in Sachsen. Mit 17 Jahren zog er nach Wien und trat 1834 in ein Goldschmiedeatelier im Waldschnepfenhaus an der Gumpendorfer Straße ein. Er führte das Atelier erfolgreich und übernahm es 1844.
1849 übersiedelte er in das Hollauerhaus am Kohlmarkt 7. Um 1850 trat sein Neffe Anton Otto Gerbitz in das Unternehmen ein, das sich seitdem C. F. Rothe & Neffe nannte. 1867 trat sein zweiter Neffe Heinrich Emil Rothe ein und gemeinsam brachten sie das Unternehmen im Bereich der Ordensherstellung zu großem Erfolg. 

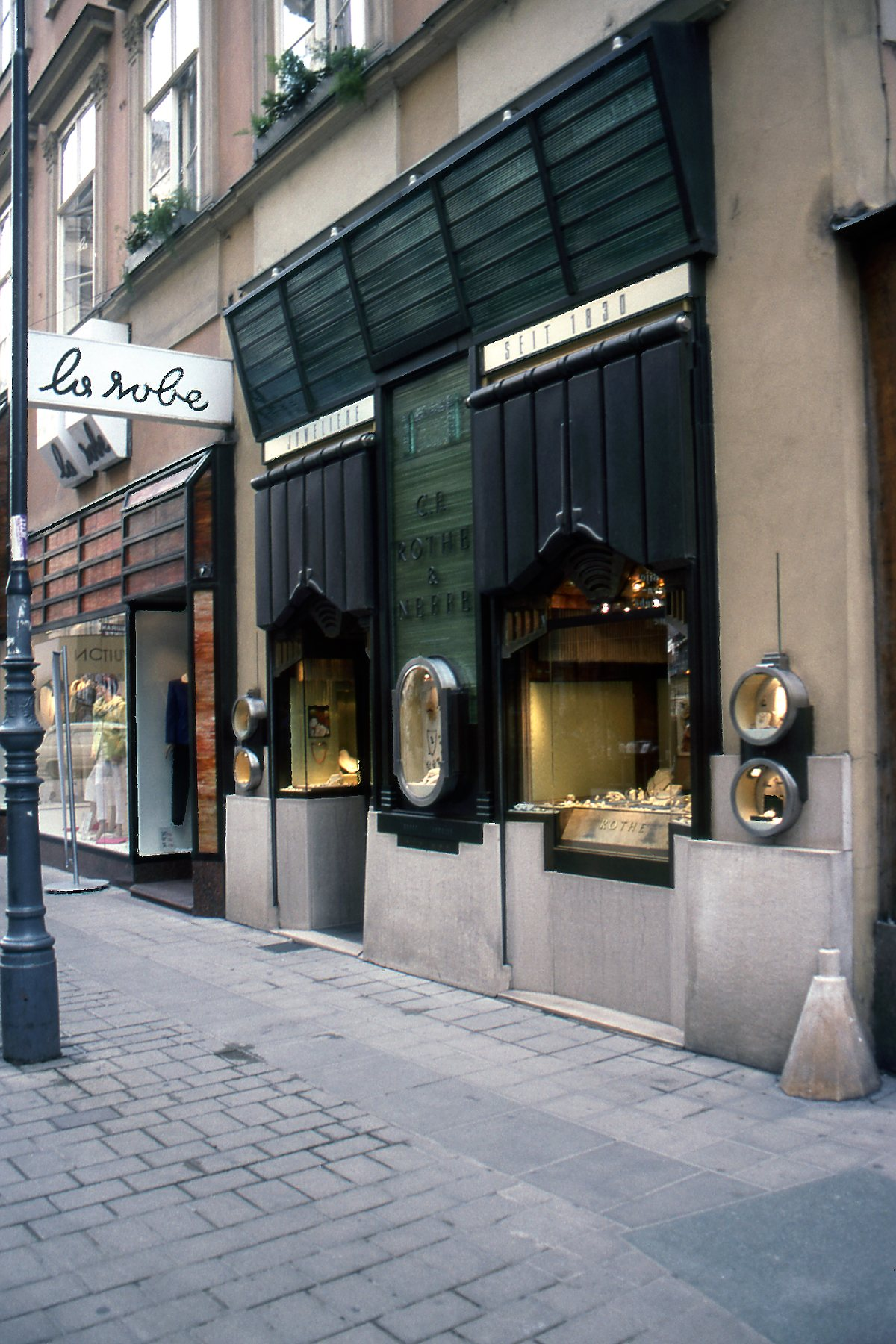
Geschäftslokal (2000)

Orden und Ehrenzeichen der österreich-ungarischen Monarchie nach Originalen von C. F. Rothe & Neffe (1908)

Anton Dominik von Fernkorn führte nach Angaben von Rothe den mittlerweile verlorenen „Nibelungenhort“ aus. Für die Krönung von Kaiserin Elisabeth von Österreich-Ungarn fertigte Rothe die aus Brillanten bestehenden Krone, die sich bis 1918 in der Schatzkammer befand. Das große Pontifikalkreuz in der Hagia Sophia von Sofia wurde ebenfalls von Rothe angefertigt. Weitere Werke, wie auch Orden, sind heute in der Wiener Schatzkammer, verschiedenen Museen und im Stift Melk zu sehen.
1855 wurde C. F. Rothe & Neffe von Kaiser Franz Joseph I. zum k.k. Hof-Goldarbeiter ernannt, 1868 wurde das zusätzliche Privileg k.k. Kammerjuwelier verliehen. Im Laufe der Zeit erhielt Christian Rothe sämtliche europäischen Hoftitel, die alle nach seinem Tod 1892 an seinen Neffen übergingen. Gemeinsam mit dem Unternehmen V. Mayer’s Söhne war Rothe & Neffe einer der wenigen österreichischen Unternehmen auf diesem Gebiet.
Danach übernahm Anton Otto Gerbitz die Geschäfte. Nach dessen Tod 1908 leitete Heinrich Emil Rothe das Unternehmen und danach sein Sohn Rudolf Emil. 1938 übernahm nach dessen plötzlichem Tod sein Sohn Emil Adalbert das Unternehmen. Während des Zweiten Weltkrieges kamen die Geschäfte zum Erliegen. Das Hollauerhaus blieb jedoch von Bomben verschont, so dass bereits 1945 die Fertigung von Orden wieder aufgenommen werden konnte. 
C. F. Rothe & Neffe produzierte für die Habsburger den Hausorden vom Goldenen Vlies, für kirchliche Institutionen den Silvester- und Gregoriusorden, für Ordenskanzleien, Sammlungen und Museen. Da die Herstellung von Orden jedoch sehr aufwendig ist und qualifizierte Kräfte nicht zu finden waren, wurde 1991 die Herstellung eingestellt.
1999 waren Susanna und Elisabeth Rothe, beide erlernte Goldschmiede, die Geschäftsführerinnen in der 5. Generation von C. F. Rothe & Neffe. Sie konzentrierten sich auf die Produktion von Perl- und Goldschmuck sowie Trachten- und Jagdschmuck. Im Jänner 2005 schloss das Unternehmen nach mehr als 150 Jahren. Das Erbe, wie die Stanzen und Werkzeuge, wurden Museen anvertraut. 
Im Frühjahr 2010 wurden dem Haus-, Hof- und Staatsarchiv am Minoritenplatz in Wien fünf Entwurfsbücher deponiert, die aus der Zeit ab 1847 stammen.